# BSG Wismut Gera
Die BSG Wismut Gera (Ballsportgemeinschaft Wismut Gera) ist ein Fußballverein aus Gera in Thüringen. Er entstand 2009 aus dem FV Gera Süd, dieser zuvor 2007 aus der Fusion der Fußballvereine FC Blau-Weiß Gera und Geraer Kinder- und Jugendfußball Club (KFC) Dynamos mit der Fußballabteilung des 1. SV Gera. Letzterer war der Nachfolgeverein der ehemaligen Betriebssportgemeinschaft (BSG) Wismut Gera.

## Vereinsentwicklung
1922 entstand aus einer Fusion zwischen der Allgemeinen Turngemeinde Gera und dem 1. VfR Gera ein neuer Verein namens SpVgg Gera 04. Am 27. November 1936 schloss sich der SC Concordia Gera-Reuß dem Verein an, der von da an unter dem Namen SV Gera 04 antrat. Dieser machte mit seiner Fußballmannschaft durch die Teilnahme an der Gauliga Mitte überregional auf sich aufmerksam.
Der SV Gera wurde nach dem Zweiten Weltkrieg im Laufe des Jahres 1945 wie alle Sportvereine in den deutschen Besatzungszonen aufgelöst. Zur Weiterführung des Sportbetriebs gründete sich daraufhin die lose organisierte Sportgemeinschaft Gera-Pforten, die 1949 in die Betriebssportgemeinschaft Gera-Süd überführt wurde. Am 7. Oktober 1950 fusionierte die BSG mit der BSG RFT Gera zur BSG Mechanik Gera. Im Zuge der Einführung der zentralen Sportvereinigungen erfolgte zum 1. Mai 1951 eine Umbenennung in BSG Motor Gera. Am 29. März 1953 wurde die BSG von der SDAG Wismut als neuem Trägerbetrieb übernommen und nahm daraufhin den Namen Wismut Gera an. Neben Handball, Schwimmen und Boxen spielte Fußball in der BSG die Hauptrolle. Die Sektion Boxen, die unter anderem mit Ulli Wegner leistungssportlich orientiert war, wurde am 29. November 1973 ausgegliedert und mit der Sektion Radrennen der SG Dynamo Gera-Mitte zur SG Wismut Gera zusammengefasst.
Nach der politischen Wende wurde 1990 die Trägerschaft der SDAG eingestellt und Mitglieder der Fußballsektion der bisherigen BSG gründeten den neuen Fußballsportverein (FSV) Wismut Gera. Dieser nannte sich am 1. Juli 1993 in 1. SV Gera um. 2003 musste der Verein Insolvenz anmelden. Am 24. Mai 2007 beschlossen die Geraer Fußballvereine FC Blau-Weiß Gera und Geraer KFC Dynamos sowie die Fußballabteilung des 1. SV Gera, sich zum 1. Juli 2007 zum neuen FV Gera Süd zu vereinigen. Die weiteren Abteilungen des 1. SV Gera blieben erhalten. Am 3. Juni 2009 beschloss der Verein, sich in Ballsportgemeinschaft (BSG) Wismut Gera umzubenennen.

## Entwicklung des Fußballsports

### Vor und nach dem Zweiten Weltkrieg
Erstmals überregional trat der SV Gera 04 in Erscheinung, als er in der Zeit von 1939 bis 1943 in der Gauliga Mitte, der damals höchsten deutschen Fußball-Spielklasse, spielte. Er erreichte bereits in seiner ersten Saison 1939/40 mit Rang vier seine beste Platzierung. Die SG Gera-Pforten beteiligte sich 1948/49 an der Thüringer Fußballmeisterschaft und belegte in der Staffel 1 unter acht Mannschaften den 5. Platz. Die Nachfolgegemeinschaft SG Gera-Süd beteiligte sich 1949 am ostzonalen Pokalwettbewerb und erreichte das erste FDGB-Fußballpokal-Endspiel. Dort unterlagen die Geraer in Halle (Saale) der BSG Waggonbau Dessau mit 0:1. Danach gehörte Gera-Süd zu den Gründungsmannschaften der vom Deutschen Sportausschuß für die Sowjetische Besatzungszone neu gegründeten höchsten Fußballklasse Oberliga und erreichte in der ersten Saison 1949/50 unter 14 Mannschaften Platz 11. Nach vier Jahren Zugehörigkeit stiegen die Geraer – ab 1950 als BSG Motor und ab 1953 als BSG Wismut antretend – nach der Saison 1952/53 als Tabellenletzter aus der Oberliga ab.
| Stammspieler 1949–1953 (in Klammern Zahl der Einsätze) |
| --- |
| Siegfried Offrem (87) – Bringfried Müller (51), Fritz Zergiebel (81) – Georg Buschner (84), Kurt Golde (67), Max Wollenschläger (51) – Horst Freitag (90), Harry Frey (91), Herbert Pätzold (83), Manfred Kaiser (96), Horst Menge (73)           |
| Oberliga-Stammelf 1966/67 |
| Dieter Kühne (14) – Michael Strempel (19), Rainer Hermus (14), Rudi Bätz (20), – Hilmar Feetz (22), Dieter Fischer (18) – Ulrich Egerer (17), Harald Krause (17), Hans-Jürgen Albrecht (11), Peter Richter (25), Otto Skrowny (21)                |
| Oberliga-Stammelf 1977/78 |
| Ulrich Kühn (18) – Matthias Blaseck (15) – Hans-Jürgen Kliemank (21), Gerhard Hoppe (21), Dieter Schirrmeister (19) – Matthias Kaiser (26), Harald Irmscher (26), Dieter Markfeld (20) – Gerd Struppert (22), Udo Korn (22), Werner Schorrig (19) |
| |

### Zwischen Zweit- und Erstklassigkeit in der DDR
Bis 1966 spielte Gera in der zweitklassigen DDR-Liga und platzierte sich meist im Mittelfeld. Erst als mit Michael Strempel und Otto Skrowny zwei talentierte Fußballspieler zur BSG Wismut stießen, gelang im Sommer 1966 die Rückkehr in die Oberliga. Trainer Manfred Kaiser gelang es jedoch nicht, eine homogene Mannschaft zu formen, für kaum einen Spieler fand er auf Dauer eine Stammposition. Mit nur vier Siegen bei 18 Niederlagen musste Gera nach nur einem Jahr wieder absteigen. Es folgten weitere zehn Spielzeiten in der DDR-Liga, in denen Wismut meist im Spitzenfeld zu finden war. 1974 mit dem oberligaerfahrenen Gerhard Hoppe und 1975 zusätzlich mit dem ehemaligen Oberligaspieler Gerd Struppert scheiterte die Mannschaft noch in der Aufstiegsrunde zur Oberliga. Mit dem 41-fachen Nationalspieler Harald Irmscher wurde aber 1977 noch einmal der Aufstieg in die Oberliga erreicht. Die Oberligasaison 1977/78 wurde jedoch erneut ein Desaster, diesmal mit nur einem Sieg (1:0 auswärts bei Wismut Aue), aber 21 Niederlagen, stieg die BSG Wismut wieder nach einem Jahr ab. Noch zweimal, 1980 und 1983, erreichte Wismut erfolglos die Aufstiegsrunde, danach setzte ein Abwärtstrend mit dem Tiefpunkt 12. Platz im Jahr 1986 ein. Im Sommer 1990 wurde die bisherige BSG Wismut in den FSV Wismut Gera umgewandelt und ging in die letzte Saison der DDR-Liga. Diese schlossen die Geraer mit dem 6. Platz in der Staffel B ab. Mit insgesamt 36 Spielzeiten schließt Wismut Gera die Ewige Tabelle der DDR-Liga mit dem ersten Platz ab.
Im DDR-Fußballpokal war Wismut Gera bzw. seine Vorgängergemeinschaften in allen 40 Wettbewerben vertreten. Neben der Finalteilnahme 1949 erreichte Gera im Wettbewerb 1968/69 das Viertelfinale, wo es eine 3:5-Niederlage gegen den Oberligisten FC Karl-Marx-Stadt gab. Daneben wurde noch fünfmal das Achtelfinale erreicht.

### Im DFB-Spielbetrieb
Mit der ersten Saison unter DFB-Regie wurde der FSV Wismut Gera in die damals drittklassige Oberliga Nordost eingereiht. 1996 stieg der Nachfolgeverein 1. SV Gera in die zu dieser Zeit fünftklassige Landesliga Thüringen (später in Thüringenliga umbenannt) ab. In der Saison 1999/2000 gab es noch einmal ein Zwischenspiel in der Oberliga, nach der Insolvenz 2003 musste der Verein in der Bezirksliga neu anfangen. Dem 2007 gegründeten FV Gera-Süd gelang 2008 unter Trainer Udo Korn der Aufstieg in die nun sechstklassige Thüringenliga.
2013 und 2015 boten sich dem Verein Chancen für den sportlichen Aufstieg in die fünftklassige Oberliga Nordost. Im ersten Fall gab der Verein schon im März bekannt, von seinem Aufstiegsrecht in die Oberliga keinen Gebrauch machen zu wollen. 2015 nahm er dann das Aufstiegsrecht wahr. Es folgten vier Jahre in der Oberliga mit einem vierten Platz in der Saison 2016/17 als bestes Ergebnis. Nach der Saison 2018/19 verzichtete der Verein auf die weitere Teilnahme an der NOFV-Oberliga, sodass er in der Saison 2019/20 wieder in der Thüringenliga antritt.

### Frauenfußball
Die Frauenmannschaft der BSG Wismut Gera spielte in der Saison 2010/11 gemeinsam mit der Mannschaft des 1. FC Gera 03 als Spielgemeinschaft (SG) Gera ebenfalls in der Verbandsliga. Im April 2011 wurde die Frauenmannschaft der bisherigen SG Gera als eigener Verein F.F.C. Gera ausgegründet und nahm seit Beginn der Saison 2011/12 unter diesem Namen am Spielbetrieb teil. Nach zehn Jahren löste sich der Verein im Mai 2021 wieder auf und dessen Mannschaften schlossen sich der BSG Wismut Gera an. Seit der Saison 2021/22 besteht wieder eine Frauenfußballabteilung.

### Logohistorie

BSG Wismut Gera (1953–1990 und ab 2009)
FSV Wismut Gera (1990–1993)
1. SV Gera (1993–2007)
FC Blau-Weiß Gera (1990–2007)
FV Gera-Süd (2007–2009)

## Erfolge
- Ewige Tabelle der DDR-Liga: 1. Platz
- FDGB-Pokalfinalist: 1949
- Thüringenpokalfinalist: 1992, 2018

## Stadion
Die BSG Wismut Gera nutzt das städtische Stadion am Steg mit 7.500 Stehplätzen und 450 Sitzplätzen. Es befindet sich im Süden der Stadt an der Bundesstraße 92. Vor der Fusion war es die Spielstätte des FC Blau-Weiß. Während der DDR-Zeit trug es den Namen Arthur-Becker-Stadion und war in den 1950er Jahren Heimstatt der damaligen BSG Wismut, ehe diese in das größere Stadion der Freundschaft umzog.

## Personen

### Fußballtrainer von 1949 bis 1991
- Erich Dietel (1) 1949–1950
- Walter Gloede 1951
- Oskar Büchner 1951–1953
- Manfred Fuchs 1953/54
- Herbert Melzer 1954/55
- Fritz Zergiebel 1956 (2)
- Manfred Fuchs 1957–1958
- Herbert Melzer 1959–1964
- Heinz Ernst 1964/65
- Manfred Kaiser 1965–1970
- Wolfgang Seifert 1970/71
- Heinz Ernst 1971–1974
- Claus Kreul 1974–1976
- Dietmar Pohl 1976/77
- Gerhard Waidhas 1977/78
- Mathias Heymann 1978–1981
- Hans Speth 1982–1983
- Klaus Memmler 1983–1985
- Gerd Struppert 1985–1986
- Klaus Memmler 1987–1988
- Wolfgang Haustein 1988–1990
- Peter Ränke 1991–

(1) im Fettdruck: Oberligatrainer

(2) von 1956 bis 1960 Kalenderjahr-Saison

### DDR-Fußballnationalspieler aus Gera
Bis in die 1970er-Jahre hinein war Gera Ausgangspunkt oder Endstation für frühere oder spätere DDR-Nationalspieler in anderen Gemeinschaften oder Clubs:
- Dieter Erler (47 Länderspiele, FC Karl-Marx-Stadt)
- Harald Irmscher (41, BSG Motor Zwickau, FC Carl Zeiss Jena)
- Manfred Kaiser (31, BSG Wismut Aue)
- Bringfried Müller (18, BSG Wismut Aue)
- Michael Strempel (15, FC Carl Zeiss Jena)
- Georg Buschner (6, FC Carl Zeiss Jena, später Nationaltrainer)
- Horst Freitag (1, BSG Wismut Aue)

### Bundesliga-Profis aus Gera
- Carsten Klee (FC Carl Zeiss Jena, SpVgg Greuther Fürth, SSV Reutlingen, FC Hansa Rostock)
- Karsten Böttcher (FC Carl Zeiss Jena, FC Rot-Weiß Erfurt, Vestenbergsgreuth)
- Tobias Werner (FC Carl Zeiss Jena, FC Augsburg, VfB Stuttgart, 1. FC Nürnberg)
- Christian Hauser (FC Carl Zeiss Jena, Dynamo Dresden)
- Florian Trinks (SV Werder Bremen, SpVgg Greuther Fürth)

## Rechte Strukturen
Der BSG Wismut geriet im Jahr 2016 in Verruf, als einer der Ultras bei einem Spiel in Brandenburg gegen BSC Süd 05 vom Presseservice Rathenow mit Nazi-Tattoos fotografiert wurde. Auf dem Bild ist der langjährige Fan mit SS-Totenkopf, Hakenkreuz, Reichsadler und der Aufschrift „Combat 18“ auf seinem Oberkörper zu sehen. Doch das ist nicht die einzige Verbindung mit dem rechtsextremen Milieu: 2010 trat Jens Seidel in den Wismut-Vorstand ein. Berichten zufolge soll er Trainingseinheiten mit „Heil Hitler!“ begonnen und mit „Sieg Heil!“ beendet haben. Es wird außerdem von antisemitischen Bemerkungen seinerseits gegenüber dem Gegnerteam gesprochen.
Die Staatsanwaltschaft Gera verzeichnet für den ehemaligen Vereinspräsidenten Lars Weber, der laut Urteil des Thüringer Oberlandesgerichts aus dem Jahr 2008 als Neonazi bezeichnet werden darf, acht Verfahren wegen Körperverletzung, gefährlicher Körperverletzung, Landfriedensbruchs, Nötigung, räuberischer Erpressung und Urkundenfälschung.

### Politisch motivierte Kriminalität – rechts der Fangruppen
Vorfälle im Zeitraum 2013–2016
| 27.09.2013 | Verwenden von Kennzeichen verfassungswidriger Organisationen                       |
| 14.09.2014 | Verwenden von Kennzeichen verfassungswidriger Organisationen                       |
| 17.10.2015 | Verstoß gegen das Versammlungsgesetz (Führen von Waffen, hier: Tierabwehrspray)    |
| 14.11.2015 | Versuch der Gefährlichen Körperverletzung (zum Nachteil einer armenischen Familie) |
| 11.04.2016 | Volksverhetzung                                                                    |
| 07.08.2016 | Verwenden von Kennzeichen verfassungswidriger Organisationen                       |